# Локаст (Північна Кароліна)
Локаст (англ. Locust) — місто (англ. city) в США, в округах Стенлі і Каберрус штату Північна Кароліна. Населення — 4537 осіб (2020).

## Географія
Локаст розташований за координатами 35°16′8″ пн. ш. 80°26′12″ зх. д. / 35.26889° пн. ш. 80.43667° зх. д. (35.268771, -80.436773).  За даними Бюро перепису населення США в 2010 році місто мало площу 21,08 км², уся площа — суходіл.

## Демографія
Згідно з переписом 2010 року, у місті мешкало 2930 осіб у 1137 домогосподарствах у складі 870 родин. Густота населення становила 139 осіб/км².  Було 1271 помешкання (60/км²).
Расовий склад населення:
| - 93,5 % — білих - 2,3 % — чорних або афроамериканців - 0,7 % — азіатів - 0,1 % — корінних американців - 2,6 % — осіб інших рас |

До двох чи більше рас належало 0,8 %. Частка іспаномовних становила 6,0 % від усіх жителів.
За віковим діапазоном населення розподілялося таким чином: 24,3 % — особи молодші 18 років, 60,5 % — особи у віці 18—64 років, 15,2 % — особи у віці 65 років та старші. Медіана віку мешканця становила 40,5 року. На 100 осіб жіночої статі у місті припадало 94,9 чоловіків;  на 100 жінок у віці від 18 років та старших — 95,2 чоловіків також старших 18 років.
Середній дохід на одне домашнє господарство  становив 60 768 доларів США (медіана — 52 643), а середній дохід на одну сім'ю — 69 124 долари (медіана — 63 750). За межею бідності перебувало 13,2 % осіб, у тому числі 14,3 % дітей у віці до 18 років та 6,7 % осіб у віці 65 років та старших.
Цивільне працевлаштоване населення становило 1323 особи. Основні галузі зайнятості: освіта, охорона здоров'я та соціальна допомога — 18,9 %, будівництво — 16,9 %, виробництво — 13,8 %, фінанси, страхування та нерухомість — 11,3 %.